# Tepehuacán de Guerrero
Tepehuacán de Guerrero là một đô thị thuộc bang Hidalgo, México. Năm 2005, dân số của đô thị này là 27240 người.